# Hindersöharun
Hindersöharun är en förhållandevis hög ö i yttersta havsbandet i Lule skärgård. En vacker sommardag med lugnt vatten är ön ett utmärkt utflyktsmål. I söder ligger Estersön och Brändöskär, i öster öppet hav, i norr Båtöharun samt i väster Hindersön samt Lappön. Här kan en del ovanliga fåglar skådas, t.ex. världens största tärna, skräntärna.